# Forel
Forel o Forell (en rus: Форель) és un poble (un possiólok) del krai de Khabàrovsk, a Rússia, que el 2012 tenia 140 habitants.